# 広化寺 (北京市)

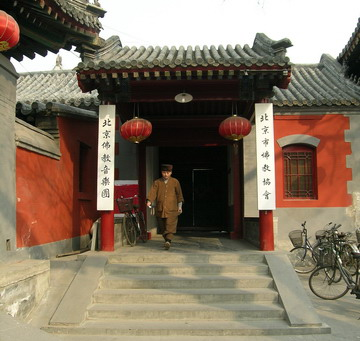
広化寺。

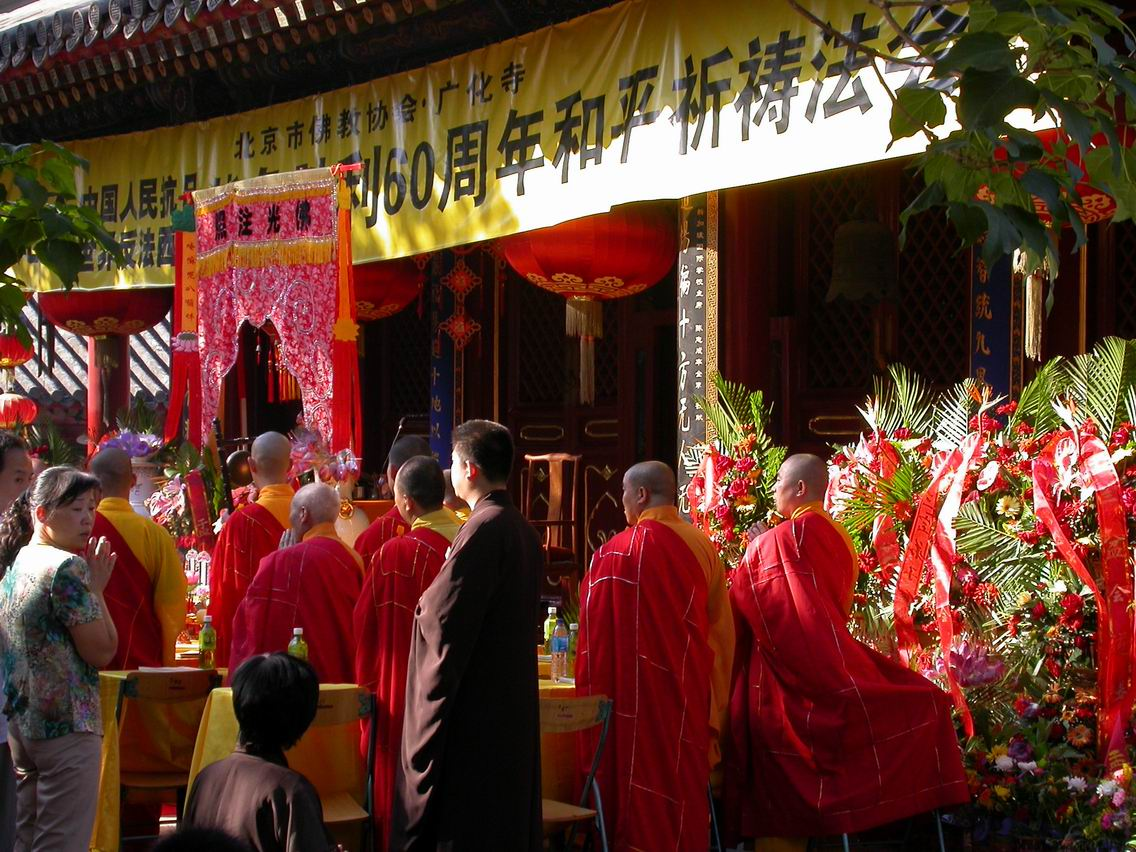
広化寺。

広化寺（こうかじ）は、中華人民共和国北京市西城区にある仏教寺院。北京市仏教協会が寺院内に設置されている。

## 歴史
広化寺は、元代（1342年前後）に創建された。開山宗長は霊済。
清の道光年間（1821年 - 1850年）、住職は広殊法師。次代の住職は自如和尚。次代の住職は印法法師。
1909年、境内が京師図書館となる（後の中国国家図書館）。1927年、玉山法師が住職に任じられた。1938年に書道家溥心畬が先頭に立って出資し、寺院を再建。山門殿、天王殿、大雄宝殿、万仏閣、東西配殿、配楼を修復した。
1939年、広化仏学院が設立された。1947年、広化小学董事会の創立、ついで広化小学の設立があった。初代校長は修明和尚。1952年9月、虚雲が住した。
1966年、文化大革命中、宗教活動は中止を余儀なくされた。
1983年、中華人民共和国国務院は仏寺を漢族地区仏教全国重点寺院に認定した。
2001年、地元政府は寺院を全面的に修復した。

## 伽藍
山門、天王殿、鐘楼、鼓楼、大雄宝殿、蔵経閣、戒壇、斎堂、学戒堂、大悲壇、祖堂、法堂、方丈院